# Carlos Filipe Ximenes Belo
Carlos Filipe Ximenes Belo (Baucau, 3 februari 1948) is een Oost-Timorees rooms-katholiek bisschop die in 1996 samen met José Ramos-Horta de Nobelprijs voor de Vrede won, voor hun inspanningen ten behoeve van een rechtvaardige en vreedzame oplossing van het conflict op Oost-Timor.
Belo trad in 2002 af als hoofd van de kerk op Oost-Timor. De officiële verklaring van het Vaticaan luidde dat de paus Belo onthief van zijn taken op verzoek van Belo zelf, wegens 'fysieke en mentale uitputting'.
In 2004 werd hij overgeplaatst naar Mozambique als assistent-priester, 'een duidelijk lagere rang dan die van bisschop'.
In 2022 werd bekend dat Belo door meerdere mannen was beschuldigd van seksueel misbruik.

## Kindermisbruik
Op 28 september 2022 meldde het Nederlandse weekblad De Groene Amsterdammer dat twee mannen Belo ervan beschuldigden hen en anderen als kind seksueel te hebben misbruikt in Oost-Timor. Uit het onderzoek van het tijdschrift bleek dat Belo mannelijke kinderen seksueel had misbruikt vóór en tijdens zijn ambtstermijn als bisschop, zowel in Fatumaca als in Dili.[20] De volgende dag bevestigde een woordvoerder van het Vaticaan dat kerkelijke functionarissen in 2020 disciplinaire sancties tegen Belo hadden opgelegd, minder dan een jaar nadat ze in 2019 beschuldigingen hadden ontvangen over zijn gedrag in Oost-Timor, jaren eerder. Deze omvatten beperkingen op Belo's bewegingsvrijheid en de uitoefening van zijn ambt, evenals een verbod op contact met kinderen. Hij mocht ook geen contact hebben met Oost-Timor. Het Vaticaan "wijzigde en versterkte" zijn disciplinaire maatregelen in 2021. De woordvoerder zei dat Belo deze regels in beide jaren had geaccepteerd.